# Xylotrechus contortus
Xylotrechus contortus är en skalbaggsart som beskrevs av Charles Joseph Gahan 1906. Xylotrechus contortus ingår i släktet Xylotrechus och familjen långhorningar.
Artens utbredningsområde är:
- Myanmar.
- Nepal.

Inga underarter finns listade i Catalogue of Life.